# Ammiya
Ammiya era un principat amorrita del Líban, que al segle xiv aC era vassall d'Egipte. Una revolta interior va fer caure assassinat al seu príncep i va quedar dominat pels hapiru. Cap a l'any 1330 aC va quedar integrat al Regne d'Amurru, un regne vassall del rei hitita Subiluliuma I.